# Neoplan N4014
Neoplan N4014NF to autobus miejski, produkowany przez niemiecką firmę Gottlob Auwärter GmbH & Co. (producenta autobusów marki "Neoplan"). Miał być wytwarzany na licencji przez firmę Neoplan Polska.
Jego następcami zostały Solaris Urbino 12 oraz MAZ 103. Do Polski egzemplarze tego modelu trafiały głównie z zachodu. W firmie Neoplan Polska nigdy nie wyprodukowano tego modelu. Ten model różni się od Modelu Neoplan N4016 tym, że zamiast silnika leżącego, zastosowano silnik stojący zamontowany poprzecznie na tylnym zwisie, który napędza tylną oś poprzez drogą i awaryjną przekładnię kątową.